# Molka

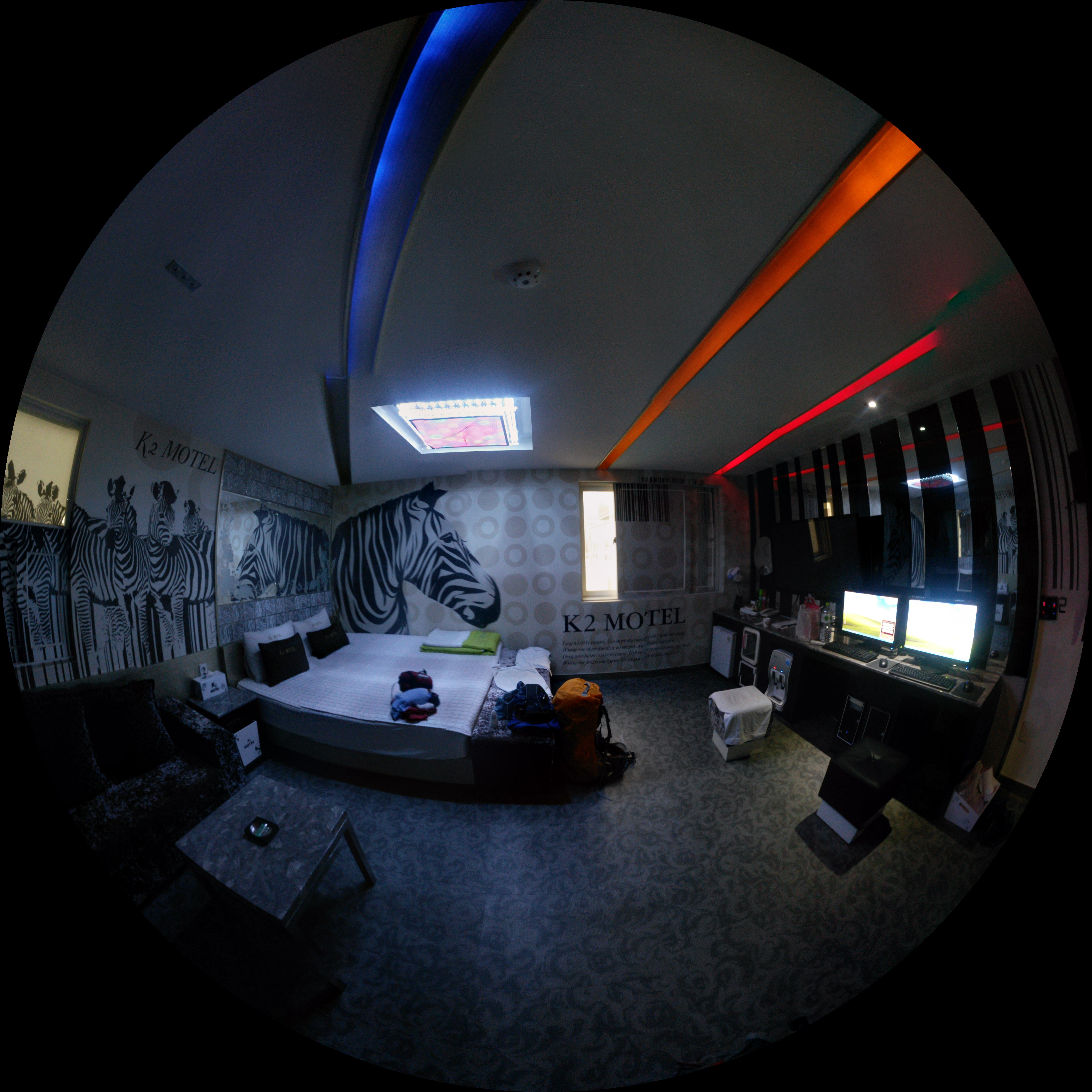
Exemple de voyeurisme, ici dans une chambre.

Le molka est une forme de voyeurisme pratiquée  en Corée du Sud. Des personnes, généralement des femmes, sont filmées à leur insu, dans leur intimité. Les images obtenues sont ensuite diffusées sur internet.

## Description
Le molka (coréen : 몰카) est une forme de voyeurisme pratiquée en Corée du Sud et qui consiste à filmer à leur insu des personnes, généralement des femmes, dans leur intimité, pour ensuite diffuser sur internet les images recueillies,. Les caméras utilisées sont notamment placées dans des toilettes publiques, des cabines d'essayage et les transports en communs,. Sur le web, bien que la diffusion de contenu  pornographique soit illégale en Corée du Sud, les images et vidéos sont proposées en téléchargement sur des sites spécialisés, le molka étant devenu un genre pornographique à part entière,. De même, elles servent de publicité sur des sites de jeux en ligne ou promouvant la prostitution.
Le terme molka désigne aussi bien le fait de filmer une personne à son insu que la caméra cachée à cette fin ou encore la vidéo ainsi réalisée,,.

## Ampleur du phénomène et réactions nationales
La police coréenne a recensé 6 000 cas de molka en 2018, contre 1 100, huit ans plus tôt,. En 2017, elle a identifié 5 363 coupables potentiels (1 354 en 2011), dont 95 % d'hommes. Entre 2012 et 2016, l'institution policière a répertorié 26 000 victimes de molka, parmi lesquelles plus de 80 % étaient des femmes.
Dans le sillage du mouvement #MeToo, qui s'est développé dans le pays à partir de janvier 2018, des dizaines de milliers de femmes ont manifesté leur colère sur la place publique,,. En août 2018, Elles sont plus de 70 000 réunies dans les rues de Séoul, formant le plus grand rassemblement de femmes dans l'histoire du pays,. Dans la foule, des pancartes portées par des manifestantes, affichent le message : « Ma vie n’est pas ton film porno » (« My life is not your porn »),. Sous la pression, le gouvernement coréen a débloqué l'équivalent de cinq millions d'euros pour lutter contre le phénomène et a engagé la vérification de près de cinquante mille toilettes publiques,,. L'administration du président Moon Jae-in a aussi pris des mesures afin de lutter contre les violences sexuelles dans le secteur public.